# Claudio Strinati
Claudio Strinati (Roma, 17 settembre 1948) è uno storico dell'arte, conduttore televisivo e dirigente pubblico italiano, soprintendente per il Polo museale romano dal 1991 al 2009 e divulgatore di storia dell'arte.

## Biografia

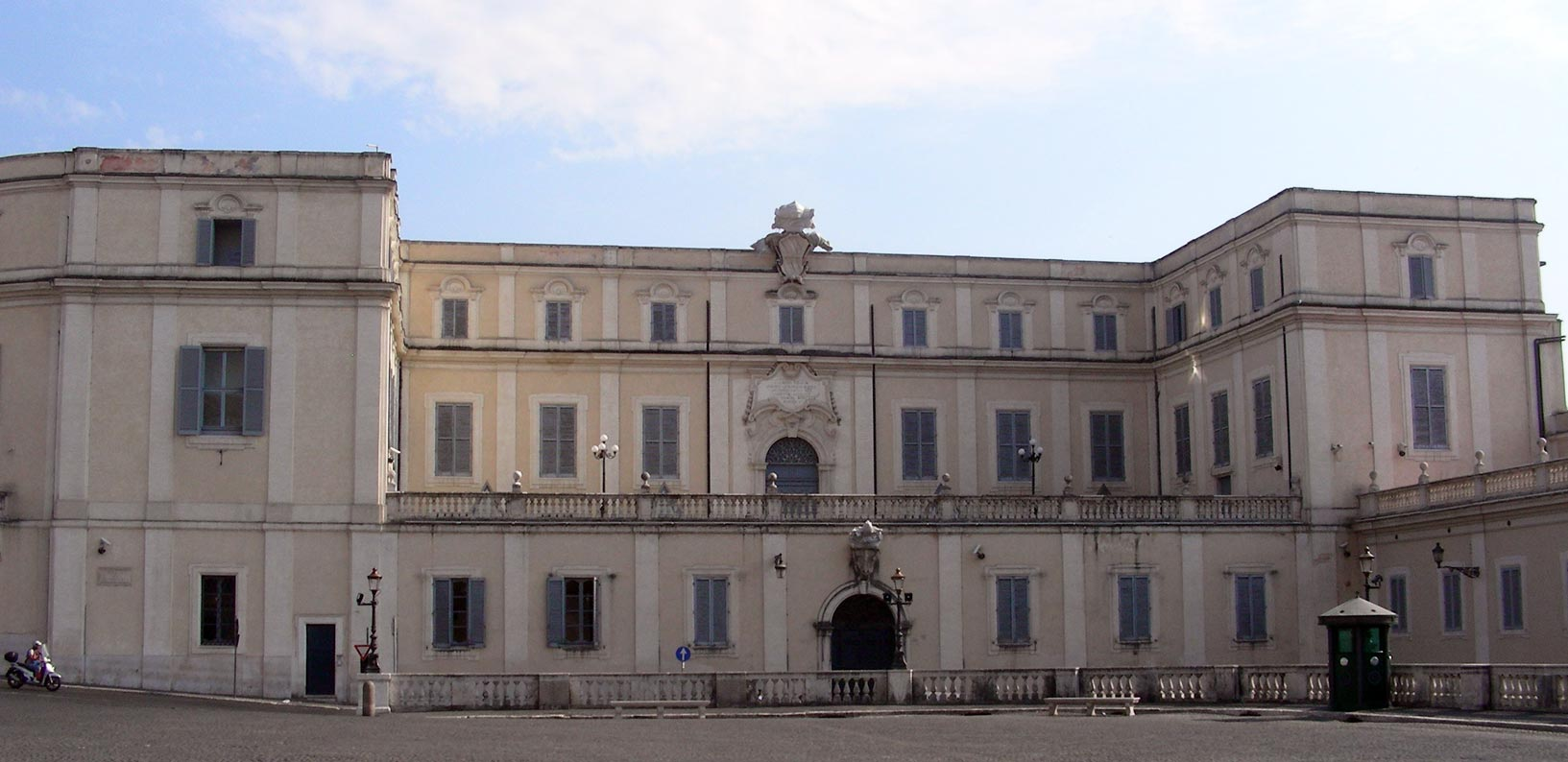
Roma: Scuderie del Quirinale, sede della mostra Caravaggio e i caravaggeschi, curata da Strinati

Nato a Roma nel 1948, si è laureato nel 1970 in Lettere moderne, con specializzazione in Storia dell'arte, all'Università di Roma. Dopo aver insegnato in alcuni licei e al Conservatorio di Musica di Frosinone, dal 1974 Claudio Strinati ha lavorato nel Ministero per i beni culturali e ambientali, prima presso la Soprintendenza della Liguria e successivamente in quella di Roma. Dal 1991 al 2009 è stato soprintendente per il Polo museale romano e in tale veste si è impegnato nella riorganizzazione di alcuni musei della Capitale.
Strinati ha ideato e organizzato importanti mostre d'arte, in Italia e all'estero, dedicate, tra gli altri, a Sebastiano del Piombo, Caravaggio e i caravaggeschi, Raffaello, Tiziano, Tiepolo.
Come divulgatore di storia dell'arte ha condotto alcune trasmissioni televisive, come Divini Devoti trasmessa da Rai5 in dieci puntate nel 2014, e collaborato con quotidiani e riviste. Ha inoltre scritto e presentato tre cicli di puntate della trasmissione radiofonica di Radio2 Alle otto della sera sul tema "Il mestiere dell'artista".
Esperto di pittura e scultura del Rinascimento e del Seicento, Strinati è competente anche nel campo musicale e ha collaborato con il Dizionario Biografico degli Italiani edito dall'Istituto dell'Enciclopedia Italiana. Nel 2018, ha partecipato al comitato d'onore del premio artistico Foyer des Artistes, fondato nel '73 dalla Medaglia d'Oro (alla cultura) Mario Morelli con la Fondazione Alessandro Rigi Luperti.

## Opere
- L'arte a Roma dal Rinascimento al barocco, con Sergio Rossi, Roma, IDISU, 1987.
- Palazzo Volpi alle Quattro Fontane, Roma, Iger, 1991.
- Mattia Preti: disegno e colore, con Maurizio Marini, Carolina Ippoliti, Catanzaro, Abramo, 1991.
- Raffaello, inserto di "Art e dossier", Firenze, Giunti, 1995. ISBN 88-09-76193-6.[8]
- La dignità del casato: il salotto dipinto di Palazzo Farnese, con Ingeborg Walter, Roma, Edizioni dell'Elefante, 1995. ISBN 88-717-6057-3.[9]
- Giannetti in Vaticano. Le opere di Gino Giannetti nella Cappella dei Santi Martino e Sebastiano degli Svizzeri in Vaticano, Roma, Istituto poligrafico e Zecca dello Stato, 2000.
- Guercino e la pittura emiliana del '600, Catalogo della mostra di Padova, 7 ottobre 2000 - 28 gennaio 2001, con Rossella Vodret, Venezia, Marsilio, 2000. ISBN 88-317-7672-X.[10]
- Il mestiere dell'artista: da Giotto a Leonardo con una nota di Sergio Valzania, Palermo, Sellerio, 2007. ISBN 88-389-2159-8.[11]
- Il mestiere dell'artista: da Raffaello a Caravaggio, con una nota di Sergio Valzania, Palermo, Sellerio, 2009. ISBN 88-389-2327-2.[12]
- I caravaggeschi. Percorsi e protagonisti, 2 voll., con Alessandro Zuccari, Milano, Skira, 2010. ISBN 978-88-8491-282-4.[13]
- Raffaello universale, a cura di Alessandro Vezzosi, Reggio Emilia, Scripta maneant, 2010. ISBN 978-88-95847-11-5.[14]
- Bronzino, Roma, Viviani, 2010. ISBN 978-88-7993-146-5.
- Il mestiere dell'artista: dal Caravaggio al Baciccio, con una nota di Sergio Valzania, Palermo, Sellerio, 2011. ISBN 88-389-2539-9.[15]
- Michelangelo Assoluto, Bologna, Scripta Maneant, 2012 ISBN 88-958-4716-4 .[16][17]
- Andrea del Sarto: un San Sebastiano ritrovato, Roma, Gangemi, 2013. ISBN 978-88-492-2665-2.[18]
- Il mestiere dell'artista: dal Trecento al Seicento, Palermo, Sellerio, 2014. ISBN 88-389-3115-1.[19]